# غريغوري والكوت
غريغوري والكوت (بالإنجليزية: Gregory Walcott)‏ هو ممثل أمريكي، ولد في 13 يناير 1928 في وينديل في الولايات المتحدة، وتوفي في 20 مارس 2015 في لوس أنجلوس في الولايات المتحدة.

## أعمال

### أفلام
- (1955) السيد روبرتس
- (1959) الخطة 9 من الفضاء الخارجي[3][4]
- (1979) نورما راي
- (1994) إد وود[5]

### مسلسلات
- دالاس
- ديناستي

## وصلات خارجية
- غريغوري والكوت على موقع IMDb (الإنجليزية)
- غريغوري والكوت على موقع ألو سيني (الفرنسية)
- غريغوري والكوت على موقع أول موفي (الإنجليزية)
- غريغوري والكوت على موقع قاعدة بيانات الأفلام السويدية (السويدية)
- غريغوري والكوت على موقع قاعدة بيانات الفيلم (الإنجليزية)
- غريغوري والكوت على موقع كينوبويسك (الروسية)